# Kepler-342e
Kepler-342e es un planeta extrasolar que forma parte de un sistema planetario formado por al menos cuatro planetas. Orbita la estrella denominada Kepler-342. Fue descubierto en el año 2016 por la sonda Kepler por medio de tránsito astronómico.